# ایر ایست
ایر ایست (به انگلیسی: Air East) یک شرکت هواپیمایی است که در تاریخ ۱۹۶۷ میلادی تأسیس شده است. دفتر مرکزی ایر ایست در جانزتاون، پنسیلوانیا، ایالات متحده آمریکا واقع شده‌است و قطب این شرکت هواپیمایی در فرودگاه جان مرتا شهرستان جانزتاون-کامبریا قرار دارد.